# Perajari
Perajari, ili kako ih zajedničkim imenom često nazivaju tuljani (Pinnipedia), su skupina zvijeri (Carnivora) koja je prešla na život u vodi. Znanstveno ime je izvedeno iz latinskog od pinna (hrv. „peraja”) i pes (hrv. „noga”). Ponekad ih se u znanstvenoj literaturi naziva i „vodenzvijeri”, no ipak su najpoznatiji pod imenom tuljani.

## Građa tijela
Tuljani su srednje do vrlo veliki sisavci, dugi od 1,20 m pa čak do 6 m. Težina im jako varira, ovisno o vrsti. Ženke arktičkog morskog medvjeda su teške oko 25 kg, dok, na primjer, mužjaci južnog morskog slona mogu biti i teži od 4 tone. Vrlo često se uočava upadljivi spolni dimorfizam: mužjaci morskih slonova mogu biti i do četiri puta teži od ženki. 
Tijela tuljana imaju oblik torpeda: glava je spljoštena i vrlo nejasno vratom odvojena od ostatka tijela, a rep postoji još samo u rudimentarnom obliku. Udovi su im do laktova odnosno do koljena uvučeni u tijelo, a slobodno pokretni i izvan tijela su samo podlaktice i potkoljenice. Te osobine smanjuju otpor vode i služe kao prilagodba životu u vodi. Jedini slatkovodni tuljan živi u Bajkalskom jezeru.
U Jadranskom moru obitava vrsta znana kao sredozemna medvjedica, koju ribari iz okolice otoka Biševa i Jabuke zvana i Morski čovik. Skoro istrebljena, no postoje dokazi o njenom vraćanju u vode Republike Hrvatske.
U odnosu na druge skupine životinja iz grupe zvijeri imaju drugačiju građu zubi. Nemaju zube derače, gotovo da nemaju očnjake i prilagođeni su načinu prehrane. Neki imaju sjekutiće i kutnjake prilagođene prehrani ribama, kod drugih su se preoblikovali u neku vrstu sita koji zadržavaju uz zatvorene čeljusti kril u usnoj šupljini dok istiskuju vodu, a kod morževa su se očnjaci oblikovali kao kljove.
Ovisno o pripadnosti određenoj porodici tuljana, imaju različito razvijene dijelove kralježnice. Ušati tuljani, kod kojih prednji udovi imaju središnju ulogu u kretanju, snažnije je razvijen vratni i prsni dio kralježnice. Za razliku od njih, pravi tuljani koji za kretanje koriste zadnje udove, imaju razvijeniji donji dio kralježnice. Sve četiri noge su im se tijekom evolucije preoblikovale u peraje pri čemu su se zadnje noge povukle prema završetku tijela, a po pet izduženih i spljoštenih prstiju spojeni su plivaćim kožicama. Još izraženija specijalizacija njihovih peraja nije se dogodila vjerojatno zbog potrebe povremenog kretanja kopnom.
Mladunčad se koti prekrivena gustim krznom koje s odrastanjem nestaje i zamjenjuje ga kratka dlaka. Neke vrste i u odrasloj dobi zadržavaju upadljivo gusto krzno, dok su morževi praktički bez dlake. Ušati tuljani mijenjaju krzno zajedno s gornjim slojem kože u razdoblju i do mjesec dana, dok se kod pravih tuljana taj proces odvija vrlo naglo unutar samo par dana. Zaštitu od pothlađivanja im pruža kod nekih vrsta i do 10 cm debeli sloj sala koji osim toga služi i kao zaliha hrane, ali im i smanjuje specifičnu tjelesnu težinu i olakšava plivanje.

### Osjetila
Pred osjetila ove grupe životinja se postavlja vrlo zahtjevan izazov. Moraju pružiti životinji vrlo točne podatke o okolini, kako pod vodom, tako i na kopnu.
Oči: su im relativno velike i omogućuju dobar vid pod vodom. Građene su na način, da u uvjetima slabog svjetla još uvijek dobro vide. Ova osjetljivost razvila se na štetu boja. Vrste koje duboko rone, bolje vide u području plave, a one koje žive uz obalu i rone na male dubine, vide bolje u zelenom spektru. Slično kao neki kopneni grabežljivci imaju sposobnost hvatanja „ostatka svjetla”.
Uz problem vidljivosti pod vodom, njihove oči su se morale prilagoditi i drugačijem indeksu loma svjetlosti u vodi nego u zraku. Kod tuljana je taj problem riješen na način, da im je leća oblikovana skoro kao kugla čime je bitno povećan lom svjetlosti i povećana njihova mogućnost orijentiranja pod vodom. Međutim, kako na zraku i rožnica djeluje na lom svjetlosti, životinje su na kopnu, gdje vid ima manje značenje, jako kratkovidne. No zato imaju vrlo visoku toleranciju prema snažnoj sunčevoj svjetlosti, kao na primjer odbljesak na ledu, što rješavaju sužavanjem zjenica u okomitu, vrlo usku crtu. Rožnata koža im čini vanjski završetak oka. Ta koža je neprekidno obložena suznom tekućinom kako bi isprala strano tijelo, ali i spriječila direktni kontakt oka sa slanom vodom. 
Sluh:  Vanjski dio uha, ušna školjka, jako im je zakržljala ili je uopće nemaju. Ako je imaju, kao što je slučaj kod ušatih tuljana, yatvara se pri ronjenju. Usprkos tomu tuljani imaju izvrstan sluh. Unutrašnje uho im je povezano samo s jednom jedinom kosti lubanje što onemogućuje prijenos zvučnih valova kroz cijelu lubanju. Na taj način dobro određuju smjer iz kojeg dolazi zvuk.
Pošto neki tuljani ispuštaju kliktave zvukove visoke frekvencije, pretpostavlja se da imaju sistem za ultrazvučno orijentiranje, slično onom kakav imaju kitovi.
Njuh i opip: Kao kod većine kopnenih životinja imaju dobro razvijeno osjetilo njuha. Nosnice su im uski kosi prorezi koji se u vodi zatvaraju, tako da se njuhom služe samo na kopnu. On je važan u susretima s pripadnicima iste vrste: odnos majka-dijete se održava osjetilom mirisa, a kod mnogih ušatih tuljana mužjak njuhom određuje spremnost ženke za parenje.
Za orijentiranje u vodi važno im je još jedno osjetilo: na „njuški” imaju više vodoravnih redova osjetljivih oštrih dlaka koje svaka izlazi iz „kapsule” pune krvnih sudova i živčanih stanica pa su vrlo osjetljive. Uz pomoć tih dlaka mogu osjetiti promjenu pritiska i smjer kretanja vode, a vjerojatno služe životinjama i za određivanje brzine kojom se kreću.

## Rasprostranjenost i životni prostor
Gotovo svi tuljani žive u moru. Kako radi raznih aktivnosti moraju često izlaziti na kopno, rijetko se udaljavaju od kopna i ne može ih se sresti na otvorenom moru. Samo mali broj vrsta tuljana se može sresti uz slatku vodu, a jedino sibirski tuljan živi isključivo u slatkoj vodi. Obični tuljan, inače morska životinja, sreće se u Kanadi na obalama jezera, a dvije podvrste prstenastog tuljana se mogu naći u ruskom jezeru Ladoga i u finskom Saimaa jezeru.
Najveći dio ove porodice živi u polarnim i subpolarnim morima. Mora Arktika i Antarktike obiluju nizom vrsta. Na obalama nenastanjenih otoka (npr. Otok tuljana na južnom kraju Južnoafričke Republike) u tim područjima mnoge vrste formiraju velike kolonije. S približavanjem umjerenim klimatskim područjima (kao Sredozemlje u kojem obitava Sredozemna medvjedica), broj vrsta naglo opada, pa tako u toplim područjima gotovo da nema tuljana. Jedina su iznimka morske medvjedice i galapagoski tuljan krznaš. Velika područja u kojima uopće nema tuljana su obale tropskog dijela Afrike, azijske obale Indijskog oceana i otočni svijet zapadnog dijela Tihog oceana. Jedan od neizostavnih uvjeta za područja koja nastanjuju tuljani je, da temperatura vode tijekom cijele godine ne prijeđe 20 °C. Od tog su pravila jedini izuzetak morske medvjedice.

## Način života
Suprotno kitovima i sirenama (ili drugo ime morske krave) koji su potpuno prilagođeni životu u vodi, perajari odnosno tuljani vode život sličan vodozemcima. Parenje i podizanje mladunaca se odvija na kopnu. Iako tuljani mogu spavati i na površini vode, najčešće se odmaraju na kopnu.

### Hrana
Svi tuljani su mesožderi. Pri tome, velika većina vrsta se hrani ribama. No, neke vrste su razvile i drugačije prehrambene navike. Tako se tuljan rakojed hrani pretežno krilom, morževi na morskom dnu traže puževe i školjke, morski slonovi love glavonošce, dok se morski leopardi pretežno hrane pingvinima i manjim vrstama tuljana. Manju lovinu progutaju cijelu još pod vodom, dok veći plijen iznesu na površinu gdje onda odgrizaju pojedine dijelove. Mlade životinje trebaju naročito hranjivu hranu, jer zbog još malog tijela imaju nepovoljan odnos između zapremine i površine tijela, pa stoga imaju i veći gubitak temperature koji moraju nadoknaditi energijom iz hrane. Zdrave odrasle životinje mogu, zbog sloja masnoće ispod kože, podnijeti i duža razdoblja bez hrane. 
Gastroliti u želucima tuljana su poznati, ali uloga kamenja u želucima je još uvijek uglavnom nejasna. Moguće je da služe usitnjavanju hrane u želucu, ali isto tako moguće je i da služe smanjenju potiska vode i time olakšavaju ronjenje. 

### Socijalna struktura
Većina tuljana je vrlo društvena. Samotnjačke vrste, kao Rossov tuljan su iznimka. Tuljani se okupljaju u kolonije, prije svega u razdoblju koćenja i podizanja mladunaca. Te kolonije mogu imati od nekoliko (sivi tuljan) pa do više miliuna jedinki (tuljani krznaši). Kao posljedica masovnog ubijanja tuljana tijekom prošlih stoljeća, izrazito velike kolonije su postale rijetke.

### Razmnožavanje
Tipično razdoblje razmnožavanja je proljeće i rano ljeto. Kod većine vrsta, mužjaci pokušavaju zaposjesti što veće područje koje je ženkama pogodno za koćenje i podizanje mladunaca, jer se ženke pare s onim mužjakom čiju teritoriju one odaberu za koćenje. Zbog toga, između mužjaka dolazi do vrlo ozbiljnih borbi oko što većeg i što boljeg teritorija. Pri tome, slabiji mužjaci budu potisnuti, pa se događa da mlađi i slabiji mužjaci uopće ne uspiju „osvojiti” teritorij, pa se tako niti ne mogu pariti.
Ženke, skotne od prošle sezone parenja, dolaze u koloniju najčešće par tjednana nakon mužjaka, i biraju najpovoljnije mjesto u koloniji, koje je u pravilu zauzeo najsnažniji mužjak, i tu donose na svijet svoje mladunce. Pravi tuljani doje mladunčad, ovisno o vrsti, od nekoliko dana do nekoliko tjedana, a nakon što prestanu dojiti, pare se s „vlasnikom” teritorija. Odnos između majki i mladunaca je u tom trenutku završen. Suprotno tome, kod ušatih tuljana veza između majki i mladunaca se nastavlja i nakon parenja, koje se događa obično oko tjedan dana nakon koćenja mladunaca. Mladunci postaju samostalni tek nakon četiri do šest mjeseci, no majke ponekad doje mladunce i nakon što okote sljedeće mladunče.
Nakon oplodnje, embrio se razvije samo do stadija blastule, šuplje kugle uz čiju se ovojnicu s unutrašnje strane nalaze još nedefinirane stanice. Tek nakon razdoblja mirovanja koje je različito od vrste do vrste, blastula se smjesti u stijenku maternice i oblikuje se placenta. Samo na taj način ženke uspijevaju uskladiti koćenje sa sljedećim razdobljem plodnosti.
Ovisno o vrsti, skotnost traje od osam do petnaest mjeseci. Sve vrste u pravilu kote samo jednog mladunca. Vrlo rijetko se dogodi i da se okote blizanci, no tada majka gotovo nikad nema dovoljno mlijeka da podigne oba mladunca. Novorođena mladunčad se koti s paperjastim krznom koje se naziva lanugo a često se bojom razlikuje od odraslih. Kod nekih vrsta pravih tuljana se zamjena tog krzna odvija još u tijelu majke, dok se kod većine ušatih tuljana zamjena tog mladenačkog krzna odvija u dobi od dva do tri mjeseca. Iako teoretski mogu plivati od trenutka rođenja, mladunci još neko vrijeme nemaju dovoljno debeli sloj masnoće da im osigura toplinsku izolaciju u vodi, pa stoga prvi put kreću u vodu tek u dobi od nekoliko tjedana. Mladunci su na početku života vrlo ranjivi i zato rastu i napreduju vrlo brzo, kako bi ovo ranjivo razdoblje trajalo što kraće.

### Neprijatelji i očekivani životni vijek
Neprijatelji tuljana su prije svega morski psi i kitovi ubojice. Populacija kitova ubojica uz obale Patagonije specijalizirala se za lov na tuljane do te mjere, da u lovu na njih djelomično izlaze na obalu, kako bi ih ulovili. Na Arktiku je važan neprijatelj tuljana bijeli medvjed, a na Antarktici je to morski leopard koji se, iako i sam iz skupine tuljana, specijalizirao za lov na manje vrste iste natporodice.
Većina vrsta ima očekivani životni vijek od oko 30 godina. Morževi često dožive i više od 40 godina, dok mnogi ušati tuljani ne dožive starost veću od 20 godina. Kod tuljana koji žive u kolonijama, mužjaci najčešće žive puno kraće od ženki zbog borbi za teritorij.

## Sistematika
Danas živi 33 vrsta, koje se tradicionalno razvrstavaju u tri porodice:
- Ušati tuljani (Otariidae) imaju male uške, vidljive izvan krzna i mogu prednje noge, iako izgledom podsjećaju na peraja, okrenuti pod tijelom prema naprijed kako bi se lakše kretali kopnom. U vodi, prednje "peraje" im služe kao glavna pokretačka snaga. Četrnaest vrsta ove porodice su vrste tuljana koje oblikuju velike kolonije, kao što su morski lavovi i morski medvjedi.

- Pravi tuljani (Phocidae) nemaju izvana vidljive uške. Noge, oblikovane kao peraje, okrenute su prema natrag tako da se ne mogu koristiti za kretanje na kopnu. Ali u vodi, izmjeničnim zamasima pokreću životinje. Pored danas vjerojatno izumrle karipske morske medvjedice, porodica ima još 18 vrsta (među koje spada i sredozemna medvjedica koja obitava i uz hrvatsku obalu Jadrana). Veliki dio porodice pravih tuljana su manje vrste, kao što su obični tuljani i sivi tuljani, ali i vrlo veliki morski slonovi.

- Morževi (Odobenidae), porodica koja danas ima još samo jednu vrstu, se odlikuju prije svega svojim upadljivim kljovama koje su se razvile od očnjaka u gornjoj čeljusti. Oni mogu, kao i ušati tuljani, stražnje noge - peraja postaviti ispod tijela i koristiti ih za kretanje na suhom.

Ušate tuljane se povremeno, zbog vidljivih uški, smatra "primitivnijom" grupom, ali fosilni nalazi ove porodice jednako su stari kao i fosili pravih tuljana. 
Ušate tuljane i morževe se uglavnom smatra srodnim porodicama, iako su morževi nizom osobina veza između druge dvije porodice. Suprotno tom raširenom mišljenju, Malcolm C. McKenna i Susan K. Bell su morževe svrstali kao potporodicu u prave tuljane, dok većina zoologa vide snažne dokaze za svrstavanje ušatih tuljana i morževa u jedan takson, koji ponekad nazivaju Otarioidea.

## Vanjske poveznice
|  | Zajednički poslužitelj ima stranicu o temi Perajari    |
|  | Zajednički poslužitelj ima još gradiva o temi Perajari |
|  | Wikivrste imaju podatke o taksonu Perajarima           |